# Асурини до Шингу
Асурини до Шингу или Асуриникин, Кубен Камректи је тупијски народ настањен у бразилској држави Пара, у само једном селу на десној обали реке Шингу, на резервату Тера Индижена Кваћинему.

## Историја
Асурини до Шингу су први пут поменути крајем 19. века, када су 1894. напали групу недомородаца у близини ушћа реке Бакаже. У овом периоду забележено је још неколико напада на Бразилце, али и неколико напада Бразилаца, који су спаљивали села Шингујских Асурина.
Након ових сукоба, са обала реке Бакаже преселили су се на горње токове река Ипијасава и Пирањаквара, на чијим обалама су саградили неколико села. Средином 20. века, тачније 1936. долазе у сукоб са Кајапоима, пред којима се повлаче и насељавају обале реке Ипишуна. Одавде их између 1965. и 1970. потискују Аравете. Па поново насељавају обале река Ипијасава и Пирањаквара, где долазе у сукоб са Бразилцима.
Бразилска влада је 1970-их интензивирала напоре за успостављање контакта са домороцима који су живели у изолацији. Такође су и Шингујски Асурини због сукоба са другим домороцима били мотивисани да то прихвате, па 1971. успостављају контакт са представницима Бразилске националне фондације за заштиту Индијанаца (FUNAI).

## Популација
Према подацима антропологиње Берте Рибеиро (1982) око 1930. било их је приближно 150. Од тада па до године 1971. у којој су успоставили контакт са спољним светом многи су убијени у сукобима са Кајапоима или Араветима, а многе жене и деца су одведени у заробљеништво. Те је њихова популација сведена на само 100 особа. Након контакта, због ширења заразних болести на које нису имали имунитет, а које су им пренели странци, популација им је до 1982. пала на 52. Затим број почиње да им расте, па их је 1992. било 66, већ 2001. популација прелази број из времена првог контакта и достиже 106, наставља да расте и 2006. је већ 124, а према најновијим подацима из 2014. је 182.

## Језик
Шингујски Асурини говоре шингу-асуринским, језиком из тупијско-гваранске гране тупијских језика.